# 1960年フランスグランプリ
1960年フランスグランプリ（XLVI Grand Prix de l’ACF ）は、1960年F1世界選手権の第6戦として、1960年7月3日にランス・グーで開催された。

## レース概要

### 背景
ランス・グーで行われたフランスグランプリでは、リアエンジン車とフロントエンジン車の両方が走行した。フロントエンジン車のフェラーリ・ディーノ246F1は依然として競争力を保持しており、長いストレートでは優れたトップスピードを発揮した。フェラーリは前戦ベルギーからフィル・ヒル、ヴォルフガング・フォン・トリップス、ウィリー・メレスのラインナップでエントリーしたが、次戦のイギリスと続くポルトガルではメレスが欠場、2台体制となり、第9戦のイタリアでメレスとリッチー・ギンサーが復帰して4台体制となった。ロータスは前戦で事故死したアラン・ステイシーに代えてロン・フロックハートを起用、イネス・アイルランド、ジム・クラークとの3台体制で参戦した。フロックハートはシーズン初かつロータスでの唯一のレースであった。ロータスは次戦イギリスでは再びジョン・サーティースを起用している。
ヴァンウォールはF1世界選手権での最後のレースとなった。チームは1958年に初のコンストラクターズタイトルを獲得したが、今シーズンは新車のヴァンウォール・VW11を投入した本GPのみの参戦であった。フロントエンジンのVW11には競争力が無く、これはチームがレース後に選手権から撤退し、一年後に解散した理由となった。ドライバーはトニー・ブルックスが起用されたが、ヴァンウォール撤退後は再びヨーマン・クレジット・レーシングチームでクーパーをドライブしている。また、スカラブは勝利の可能性が無かったことから、本GP以降の参戦を取りやめた。チームオーナーのランス・リヴェントロウは本GPには参加せず、リッチー・ギンサーにシートを与えたが、ギンサーがスカラブをドライブしたのはこの1戦のみで、後にフェラーリに復帰している。ギンサーのチームメイトはチャック・デイであった。スカラブが2台体制で参加した最後のGPで、この後はアメリカグランプリに1台体制で参加しただけであった。
多くのドライバーとチームがプライベーターとして参加した。スクーデリア・セントロ・スッドはモーリス・トランティニアン、マステン・グレゴリー、イアン・バージェスの3人にクーパー・T51を用意した。また、ヨーマン・クレジット・レーシングチームのオリヴィエ・ジャンドビアン、ヘンリー・テイラー、ブルース・ハルフォードもクーパーをドライブした。ハルフォードは本GPが最後のレースとなった。フェラーリから購入したクーパーをドライブしたのはスクーデリア・エウジェニオ・カステロッティのジーノ・ムナロンであった。ルシアン・ビアンキもクーパーでフレッド・タック・カーズから参戦した。また、デヴィッド・パイパーはロータス・16で今シーズン初のレースに参戦した。
ランス・グーでのフランスGPではフェラーリが4度優勝しており、参加ドライバーではブルックスのみが本サーキットでの優勝経験者であった。本GPまでのドライバーズランキングはクーパーのブルース・マクラーレンがチームメイトのジャック・ブラバムを抑えてトップに立っていた。3位のスターリング・モスは負傷のため本GPには参加していない。全てのドライバーに理論的にはチャンピオンの可能性があった。コンストラクターズランキングではクーパーがロータス、フェラーリに対して大きなリードを保っていた。コンストラクターでもこの段階では全てのチームがタイトルの可能性を持っていた。

### 予選
前戦同様にブラバムが予選を支配し、2番手に大きな差を付けた。ブラバムは2戦連続のポールポジションを獲得した。クーパーにとっては今シーズン3度目のポールポジションであった。2番手はフェラーリのフィル・ヒル、その後にBRMのグラハム・ヒル、ロータスのイネス・アイルランドが続き、異なるコンストラクターの4台が上位4グリッドを占めた。フェラーリは前戦同様本GPでも競争力を保っていた。チームメイトのメレスとフォン・トリップスも5番手、6番手グリッドに付けていた。グラハム・ヒルのチームメイト、ダン・ガーニーとヨー・ボニエは7番手と10番手に付けた。ドライバーズランキングをリードするマクラーレンは9番手となった。プライベーターの最高位はジャンドビアンの11位であった。ヴァンウォールの新車をドライブしたブルックスは14位であった。
スカラブの2台はエンジンにトラブルが生じ、レースに参加することはできなかった。パイパーのロータスも予選でのエンジントラブルで決勝には参加できなかった。

### 決勝
決勝は2つの事故で始まった。技術的トラブルでグラハム・ヒルが立ち止まったところにトランティニアンが追突した。ヒルのBRMは大きく損傷し、レースを終えることとなった。トランティニアンは数メートル進んだが、こちらもリタイアとなった。ブルックスとビアンキも衝突したが、両名ともレースを継続した。ブラバムはレースをリードし、序盤3周でトップを走行した。フィル・ヒルがブラバムにアタックし、4周目でトップに立つ。今シーズンフェラーリがトップに立ったのはこれが初めてであった。また、フロントエンジン車がサーキットの特性のため勝利争いに絡んだ最後から二番目のレースであった。
ブラバムとフィル・ヒルは激しくトップを争った。2人は18周目までに合計11回順位を入れ替えた。4周目から9周目まで2人は交互にトップに立ち、ブラバムはトップを2周維持した後、フィル・ヒルも2周トップに立った。その後15周目まで交互にトップに立った。2人はストレートではサイドバイサイドで争い、幾度となくホイールが接触するほどの接戦を繰り広げた。15周目にフィル・ヒルがトップとなり、その座を3周維持したが、トランスミッションのトラブルでパワーが低下した。彼はまた、コースバリアに接触したことでフロントアクスルにもダメージを負っていた。ブルックスは7周目にバイブレーションのためにリタイアした。メレス、ビアンキ、ムナロンはトランスミッションのトラブルでリタイアした。BRM・P48は再び信頼性の欠乏を示し、ガーニーとボニエはエンジントラブルでリタイア、BRMは再び完走を果たせなかった。
フィル・ヒルが順位を下げた後、フォン・トリップスがブラバムに挑んだが、チームメイトのフィル・ヒル同様数周後に後退した。フェラーリは両名とも途中でトラブルに見舞われたが、規定の走行距離を走行していたとして完走扱いになった。フェラーリとの争いが無くなると、クーパーがレースを支配した。ジャンドビアンとマクラーレンが2位争いをしている間にトップのブラバムはその差を広げていった。いくつかの場面で両名は他のドライバーを追い抜いたが、当時はオーバーテイクを希望するドライバーを追い抜かせることに関するルールは無かったため、マクラーレンは追い越しに手こずり多くの時間を費やし、結局ジャンドビアンが2位となった。これはジャンドビアンにとって2回目かつ最後の表彰台となった。ブラバムは3連勝での3勝目を挙げ、クーパーにとっても3連勝、シーズン4勝目となった。ファステストラップもブラバムが3連続で記録した。ドライバーズランキングはブラバムとマクラーレンが24ポイントと同点になり、勝利数でブラバムがトップとなった。ジャンドビアンはモスに次ぐ4位に浮上した。依然として全てのドライバーがチャンピオンになる可能性があった。コンストラクターズランキングではクーパーがロータスに対してポイント差を19に広げ、タイトルが目前に迫っていた。クーパーは次戦で勝利するとタイトルを獲得する。加えて、ロータスとフェラーリにはタイトルの可能性が残されたが、BRMはタイトルの可能性が無くなった。
テイラーは4位に入り、その経歴で唯一のポイントを獲得した。クラークは前戦に続いて5位に入賞した。フロックハートも6位に入りポイントを獲得した。彼にとっては1956年イタリアグランプリ以来のポイントであったが、経歴上最後のポイントとなった。アイルランドが7位に入り、ハルフォード、グレゴリー、バージェスと続いた。トリップスが11位、フィル・ヒルが12位に入り、以上が完走者であった。

## エントリーリスト
| チーム                                     | No. | ドライバー                         | シャシー                  | エンジン              | タイヤ |
| ------------------------------------------ | --- | ---------------------------------- | ------------------------- | --------------------- | ------ |
| スクーデリア・フェラーリ                   | 02  | フィル・ヒル                       | フェラーリ・ディーノ246F1 | フェラーリ 2.4 V6     | D      |
| スクーデリア・フェラーリ                   | 04  | ヴォルフガング・フォン・トリップス | フェラーリ・ディーノ246F1 | フェラーリ 2.4 V6     | D      |
| スクーデリア・フェラーリ                   | 06  | ウィリー・メレス                   | フェラーリ・ディーノ246F1 | フェラーリ 2.4 V6     | D      |
| オーウェン・レーシング・オーガニゼーション | 08  | ヨアキム・ボニエ                   | BRM・P48                  | BRM 2.5 L4            | D      |
| オーウェン・レーシング・オーガニゼーション | 10  | ダン・ガーニー                     | BRM・P48                  | BRM 2.5 L4            | D      |
| オーウェン・レーシング・オーガニゼーション | 12  | グラハム・ヒル                     | BRM・P48                  | BRM 2.5 L4            | D      |
| ヴァンウォール・プロダクツ・リミテッド     | 14  | トニー・ブルックス                 | ヴァンウォール・VW 11     | ヴァンウォール 2.5 L4 | D      |
| クーパー・カー・カンパニー                 | 16  | ジャック・ブラバム                 | クーパー・T53             | クライマックス 2.5 L4 | D      |
| クーパー・カー・カンパニー                 | 18  | ブルース・マクラーレン             | クーパー・T53             | クライマックス 2.5 L4 | D      |
| チーム・ロータス                           | 20  | イネス・アイルランド               | ロータス・18              | クライマックス 2.5 L4 | D      |
| チーム・ロータス                           | 22  | ロン・フロックハート               | ロータス・18              | クライマックス 2.5 L4 | D      |
| チーム・ロータス                           | 24  | ジム・クラーク                     | ロータス・18              | クライマックス 2.5 L4 | D      |
| リヴェントロウ・オートモビルズ・インク     | 26  | チャック・デイ                     | スカラブ・タイプ1         | スカラブ 2.4 L4       | D      |
| リヴェントロウ・オートモビルズ・インク     | 28  | リッチー・ギンサー                 | スカラブ・タイプ1         | スカラブ 2.4 L4       | D      |
| スクーデリア・カステロッティ               | 30  | ジーノ・ムナロン                   | クーパー・T51             | カステロッティ 2.5 L4 | D      |
| ロバート・ボドル・リミテッド               | 34  | デヴィッド・パイパー               | ロータス・16              | クライマックス 2.5 L4 | D      |
| フレッド・タック・カーズ                   | 36  | ルシアン・ビアンキ                 | クーパー・T51             | クライマックス 2.5 L4 | D      |
| スクーデリア・セントロ・スッド             | 38  | モーリス・トランティニアン         | クーパー・T51             | マセラティ 2.5 L4     | D      |
| スクーデリア・セントロ・スッド             | 40  | マステン・グレゴリー               | クーパー・T51             | マセラティ 2.5 L4     | D      |
| スクーデリア・セントロ・スッド             | 42  | イアン・バージェス                 | クーパー・T51             | マセラティ 2.5 L4     | D      |
| ヨーマン・クレジット・レーシングチーム     | 44  | オリヴィエ・ジャンドビアン         | クーパー・T51             | クライマックス 2.5 L4 | D      |
| ヨーマン・クレジット・レーシングチーム     | 46  | ヘンリー・テイラー                 | クーパー・T51             | クライマックス 2.5 L4 | D      |
| ヨーマン・クレジット・レーシングチーム     | 48  | ブルース・ハルフォード             | クーパー・T51             | クライマックス 2.5 L4 | D      |

## 結果

### 予選
| 順位 | ドライバー                         | コンストラクター        | タイム | 最高速      | グリッド |
| ---- | ---------------------------------- | ----------------------- | ------ | ----------- | -------- |
| 01   | ジャック・ブラバム                 | クーパー-クライマックス | 2:16.8 | 219.68 km/h | 01       |
| 02   | フィル・ヒル                       | フェラーリ              | 2:18.2 | 217.46 km/h | 02       |
| 03   | グラハム・ヒル                     | BRM                     | 2:18.4 | 217.14 km/h | 03       |
| 04   | イネス・アイルランド               | ロータス-クライマックス | 2:18.5 | 216.99 km/h | 04       |
| 05   | ウィリー・メレス                   | フェラーリ              | 2:19.3 | 215.74 km/h | 05       |
| 06   | ヴォルフガング・フォン・トリップス | フェラーリ              | 2:19.4 | 215.59 km/h | 06       |
| 07   | ダン・ガーニー                     | BRM                     | 2:19.4 | 215.59 km/h | 07       |
| 08   | ロン・フロックハート               | ロータス-クライマックス | 2:19.5 | 215.43 km/h | 08       |
| 09   | ブルース・マクラーレン             | クーパー-クライマックス | 2:19.6 | 215.28 km/h | 09       |
| 10   | ヨアキム・ボニエ                   | BRM                     | 2:19.8 | 214.97 km/h | 10       |
| 11   | オリヴィエ・ジャンドビアン         | クーパー-クライマックス | 2:20.0 | 214.66 km/h | 11       |
| 12   | ジム・クラーク                     | ロータス-クライマックス | 2:20.3 | 214.20 km/h | 12       |
| 13   | ヘンリー・テイラー                 | クーパー-クライマックス | 2:22.8 | 210.45 km/h | 13       |
| 14   | トニー・ブルックス                 | ヴァンウォール          | 2:23.3 | 209.72 km/h | 14       |
| 15   | ルシアン・ビアンキ                 | クーパー-クライマックス | 2:23.6 | 209.28 km/h | 15       |
| 16   | ブルース・ハルフォード             | クーパー-クライマックス | 2:23.6 | 209.28 km/h | 16       |
| 17   | マステン・グレゴリー               | クーパー-マセラティ     | 2:24.3 | 208.27 km/h | 17       |
| 18   | モーリス・トランティニアン         | クーパー-マセラティ     | 2:24.7 | 207.69 km/h | 18       |
| 19   | ジーノ・ムナロン                   | クーパー-カステロッティ | 2:31.3 | 198.63 km/h | 19       |
| 20   | イアン・バージェス                 | クーパー-マセラティ     | 2:36.7 | 191.79 km/h | 20       |

### 決勝
| 順位 | No | 国籍                 | ドライバー                         | コンストラクター        | 周回 | タイム/リタイア原因 | グリッド | ポイント |
| ---- | -- | -------------------- | ---------------------------------- | ----------------------- | ---- | ------------------- | -------- | -------- |
| 1    | 16 | オーストラリアの旗   | ジャック・ブラバム                 | クーパー-クライマックス | 50   | 1:57:24.9           | 1        | 8        |
| 2    | 44 | ベルギーの旗         | オリヴィエ・ジャンドビアン         | クーパー-クライマックス | 50   | + 48.3              | 9        | 6        |
| 3    | 18 | ニュージーランドの旗 | ブルース・マクラーレン             | クーパー-クライマックス | 50   | + 51.9              | 7        | 4        |
| 4    | 46 | イギリスの旗         | ヘンリー・テイラー                 | クーパー-クライマックス | 49   | + 1 Lap             | 12       | 3        |
| 5    | 24 | イギリスの旗         | ジム・クラーク                     | ロータス-クライマックス | 49   | + 1 Lap             | 10       | 2        |
| 6    | 22 | イギリスの旗         | ロン・フロックハート               | ロータス-クライマックス | 49   | + 1 Lap             | 14       | 1        |
| 7    | 20 | イギリスの旗         | イネス・アイルランド               | ロータス-クライマックス | 43   | + 7 Laps            | 4        |          |
| 8    | 48 | イギリスの旗         | ブルース・ハルフォード             | クーパー-クライマックス | 40   | エンジン            | 15       |          |
| 9    | 40 | アメリカ合衆国の旗   | マステン・グレゴリー               | クーパー-マセラティ     | 37   | + 13 Laps           | 17       |          |
| 10   | 42 | イギリスの旗         | イアン・バージェス                 | クーパー-マセラティ     | 36   | + 14 Laps           | 22       |          |
| 11   | 4  | ドイツの旗           | ヴォルフガング・フォン・トリップス | フェラーリ              | 30   | トランスミッション  | 5        |          |
| 12   | 2  | アメリカ合衆国の旗   | フィル・ヒル                       | フェラーリ              | 29   | トランスミッション  | 2        |          |
| Ret  | 8  | スウェーデンの旗     | ヨアキム・ボニエ                   | BRM                     | 22   | エンジン            | 8        |          |
| Ret  | 36 | ベルギーの旗         | ルシアン・ビアンキ                 | クーパー-クライマックス | 18   | トランスミッション  | 15       |          |
| Ret  | 10 | アメリカ合衆国の旗   | ダン・ガーニー                     | BRM                     | 17   | エンジン            | 6        |          |
| Ret  | 30 | イタリアの旗         | ジーノ・ムナロン                   | クーパー-カステロッティ | 16   | トランスミッション  | 19       |          |
| Ret  | 6  | ベルギーの旗         | ウィリー・メレス                   | フェラーリ              | 14   | トランスミッション  | 11       |          |
| Ret  | 14 | イギリスの旗         | トニー・ブルックス                 | ヴァンウォール          | 7    | バイブレーション    | 13       |          |
| Ret  | 12 | イギリスの旗         | グラハム・ヒル                     | BRM                     | 0    | アクシデント        | 3        |          |
| Ret  | 38 | フランスの旗         | モーリス・トランティニアン         | クーパー-マセラティ     | 0    | アクシデント        | 18       |          |
| DNS  | 28 | アメリカ合衆国の旗   | リッチー・ギンサー                 | スカラブ                |      | エンジン            | 20       |          |
| DNS  | 34 | イギリスの旗         | デヴィッド・パイパー               | ロータス-クライマックス |      | エンジン            | 21       |          |
| DNS  | 26 | アメリカ合衆国の旗   | チャック・デイ                     | スカラブ                |      | エンジン            | 23       |          |

## 第6戦終了時点でのランキング
|   | 順位 | ドライバー                 | ポイント |
| - | ---- | -------------------------- | -------- |
| 1 | 1    | ジャック・ブラバム         | 24       |
| 1 | 2    | ブルース・マクラーレン     | 24       |
|   | 3    | スターリング・モス         | 11       |
| 7 | 4    | オリヴィエ・ジャンドビアン | 10       |
| 1 | 5    | ジム・ラスマン             | 8        |

|  | 順位 | コンストラクター        | ポイント |
|  | ---- | ----------------------- | -------- |
|  | 1    | クーパー-クライマックス | 38       |
|  | 2    | ロータス-クライマックス | 19       |
|  | 3    | フェラーリ              | 15       |
|  | 4    | BRM                     | 6        |
|  | 5    | クーパー-マセラティ     | 3        |

- 注: ドライバー、コンストラクター共にトップ5のみ表示。

## 参照
| 前戦 1960年ベルギーグランプリ     | FIA F1世界選手権 1960年シーズン | 次戦 1960年イギリスグランプリ     |
| 前回開催 1959年フランスグランプリ | フランスグランプリ              | 次回開催 1961年フランスグランプリ |